# Quadrangle de Noachis

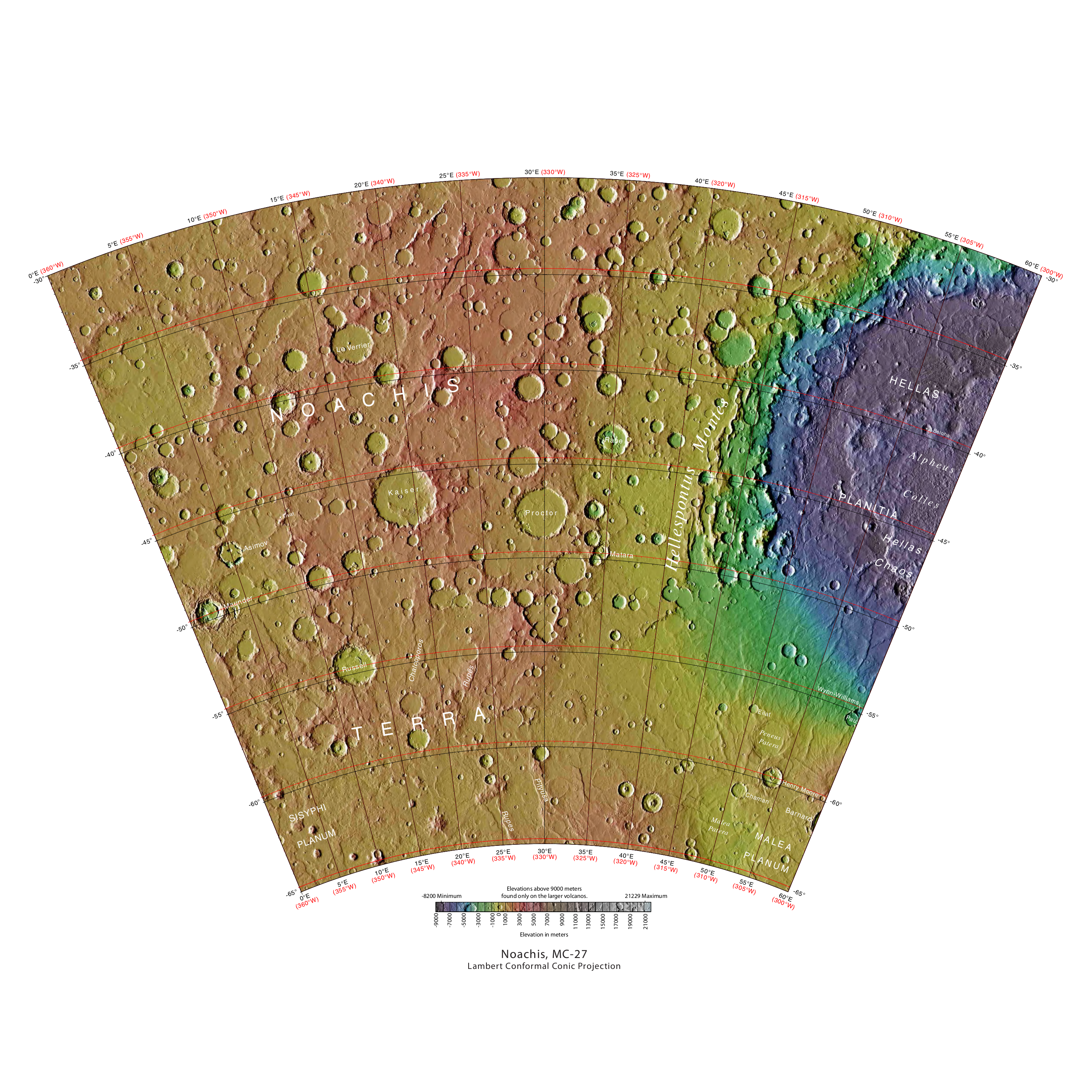
Quadrangle de Noachis

Dans le cadre de la géographie de la planète Mars, le quadrangle de Noachis — également identifié par le code USGS MC-27 — désigne une région martienne définie par des latitudes comprises entre 30 et 65° S et des longitudes comprises entre 0 et 60° E. 